# Casevecchie
Casevecchie (korsisch: Casevechje) ist eine Gemeinde mit 70 Einwohnern (Stand 1. Januar 2022) im französischen Département Haute-Corse in der Region Korsika.

## Geschichte
Papst Gregor der Große ließ hier im 6. Jahrhundert eines der ersten korsischen Klöster errichten.  Heute befindet sich hier eine Kapelle im römischen Stil.

## Bevölkerung
| Jahr      | 1962 | 1968 | 1975 | 1982 | 1990 | 1999 | 2017 |
| --------- | ---- | ---- | ---- | ---- | ---- | ---- | ---- |
| Einwohner | 90   | 91   | 94   | 106  | 87   | 68   | 67   |

## Kultur
Im Dorf wird traditioneller korsischer Gesang mit seinen Improvisationen und Polyphonien (Paghjella) gepflegt, bekannt sind die Voce di Casevecchie.

## Wirtschaft
Auf dem Gemeindegebiet gelten kontrollierte Herkunftsbezeichnungen (AOC) für Brocciu-Käse, Honig (Miel de Corse – Mele di Corsica), Olivenöl (Huile d’olive de Corse – Oliu di Corsica),  Kastanienmehl (Farine de châtaigne corse – Farina castagnina corsa) und Wein (Vin de Corse oder Corse blanc, rosé und rouge) sowie geschützte geographische Angaben (IGP) für Clementinen (Clémentine de Corse) und Wein (Ile de Beauté blanc, rosé oder rouge und Méditerranée blanc, rosé und rouge).